# Слэм и депрессия
«Слэм и депрессия» — шестой студийный альбом украинской группы «Нервы». Он вышел 27 февраля 2019 года на лейбле Navigator Records.

## Об альбоме
Альбом состоит из двух частей, соответствующих названию. Первая половина («Слэм») выдержана в духе альтернативного рока и ориентирована на юношескую аудиторию, а вторая («Депрессия») — носит более лирический характер и предназначена для поклонниц. По мнению Алексея Мажаева (Intermedia), оценившего альбом на три звезды из пяти, «альт-роковые опыты „Нервов“ никаких особенных эмоций не вызывают, несмотря на грохот и громкость, а вот простые и мелодичные песни про бывших явно тронут слушателей куда сильнее».
На песню «Зажигалки» был снят видеоклип, в котором снялся солист «Пошлой Молли» Кирилл Бледный. Режиссёром клипа стал фронтмен «Нервов» Евгений Мильковский.

## Список композиций
Адаптировано под Tidal.
| №                   | Название            | Длительность |
| ------------------- | ------------------- | ------------ |
| 1.                  | «Зажигалки»         | 2:59         |
| 2.                  | «Будь осторожен»    | 4:02         |
| 3.                  | «Еле бьется»        | 3:09         |
| 4.                  | «Укачу»             | 2:19         |
| 5.                  | «Не смотри назад»   | 3:27         |
| 6.                  | «Так как надо»      | 3:50         |
| 7.                  | «Магнитные бури»    | 4:28         |
| 8.                  | «Спи спокойно»      | 3:26         |
| 9.                  | «Слушать сердце»    | 2:18         |
| 10.                 | «Кому ты звонишь»   | 3:22         |
| 11.                 | «Боль осталась»     | 3:35         |
| Общая длительность: | Общая длительность: | 36:55        |

## История создания
«Слэм и депрессия» – это коллаборация прошлого с будущим. Это и новые треки, и старые, но в свежей музыкальной обработке, – рассказывает вокалист группы «Нервы» Женя Мильковский. – Альбом мы записывали в Москве на студии Vintage Records, а сводили в Киеве на Bobina Records, там, где создавали свои первые альбомы и «Самый дорогой человек».
Чтобы получить итоговое фото на обложку, мы отправились в Питер. Потрясающий фотограф – Агата Нигровская – сумела воплотить идею в визуальную форму. То, что мы сейчас имеем – сто процентов готовый, до мелочей проработанный материал, где каждая секунда плейлиста – работа всего 2018 года.